# 挪威 (印第安納州)
挪威（英語：Norway）是位於美國印地安納州懷特縣的一個人口普查指定地區。

## 人口
根據2010年美國人口普查的數據，挪威的面積為2.50平方千米，當中陸地面積為2.30平方千米，而水域面積為0.20平方千米。當地共有人口386人，而人口密度為每平方千米154.4人。